# Gruppo di M96
Il Gruppo di M96 (noto anche come Gruppo Leo I) è un gruppo di galassie situato in direzione della costellazione del Leone.  Il gruppo conta tra 8 e 24 galassie ed include, tra le altre, tre galassie del Catalogo di Messier.
Il Gruppo di M96 è uno dei tanti gruppi che costituiscono nell'insieme il Superammasso della Vergine.

## Componenti del gruppo
La lista seguente elenca le galassie che sicuramente fanno parte del gruppo secondo il Nearby Galaxies Catalog, le osservazioni di Fouque et al., il Lyons Groups of Galaxies (LGG) Catalog e i tre gruppi di liste del Optical Galaxy sample di Giuricin et al.
| Nome     | Tipo      | R.A.          | Dec.         | Redshift (km/s) | Magnitudo |
| -------- | --------- | ------------- | ------------ | --------------- | --------- |
| M95      | SB(r)b    | 10h 43m 57.7s | +11° 42′ 14″ | 778 ± 4         | 11,4      |
| M96      | SAB(rs)ab | 10h 46m 45.7s | +11° 49′ 12″ | 897 ± 4         | 10,1      |
| M105     | E1        | 10h 47m 49.6s | +12° 34′ 54″ | 911 ± 2         | 10,2      |
| NGC 3299 | SAB(s)dm  | 10h 36m 23.8s | +12° 42′ 27″ | 641 ± 6         | 13,3      |
| NGC 3377 | E5.5      | 10h 47m 42.4s | +13° 59′ 08″ | 665 ± 2         | 11,2      |
| NGC 3384 | SB(s)0    | 10h 48m 16.9s | +12° 37′ 46″ | 704 ± 2         | 10,9      |
| NGC 3412 | SB(s)0    | 10h 50m 53.3s | +13° 24′ 44″ | 841 ± 2         | 11,5      |
| NGC 3489 | SAB(rs)0  | 11h 00m 18.6s | +13° 54′ 04″ | 677 ± 2         | 11,1      |

## Gruppi confinanti
Il Tripletto del Leone, che include le galassie spirali M65, M66 e NGC 3628, è situato in vicinanza del Gruppo di M96, tanto che alcuni gruppi di studio lo annoverano come parte del Gruppo di M96.
Altri considerano i due gruppi come due componenti separate di un gruppo ancora più grande, con la galassia NGC 3489 interposta tra i due sottogruppi..

## Galleria d'immagini

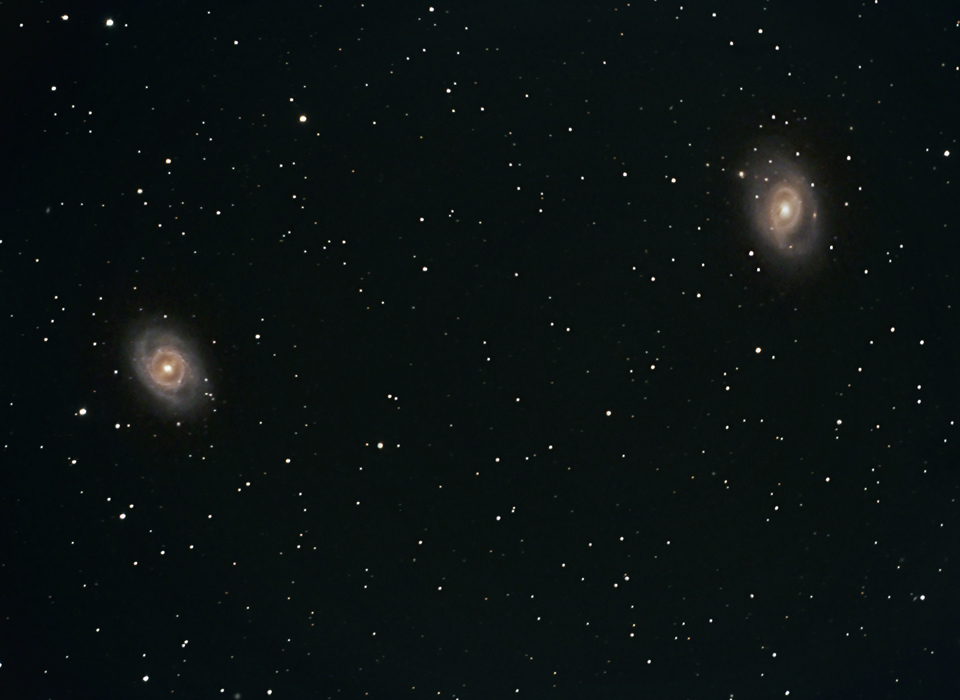
M95 a sinistra e M96 a destra
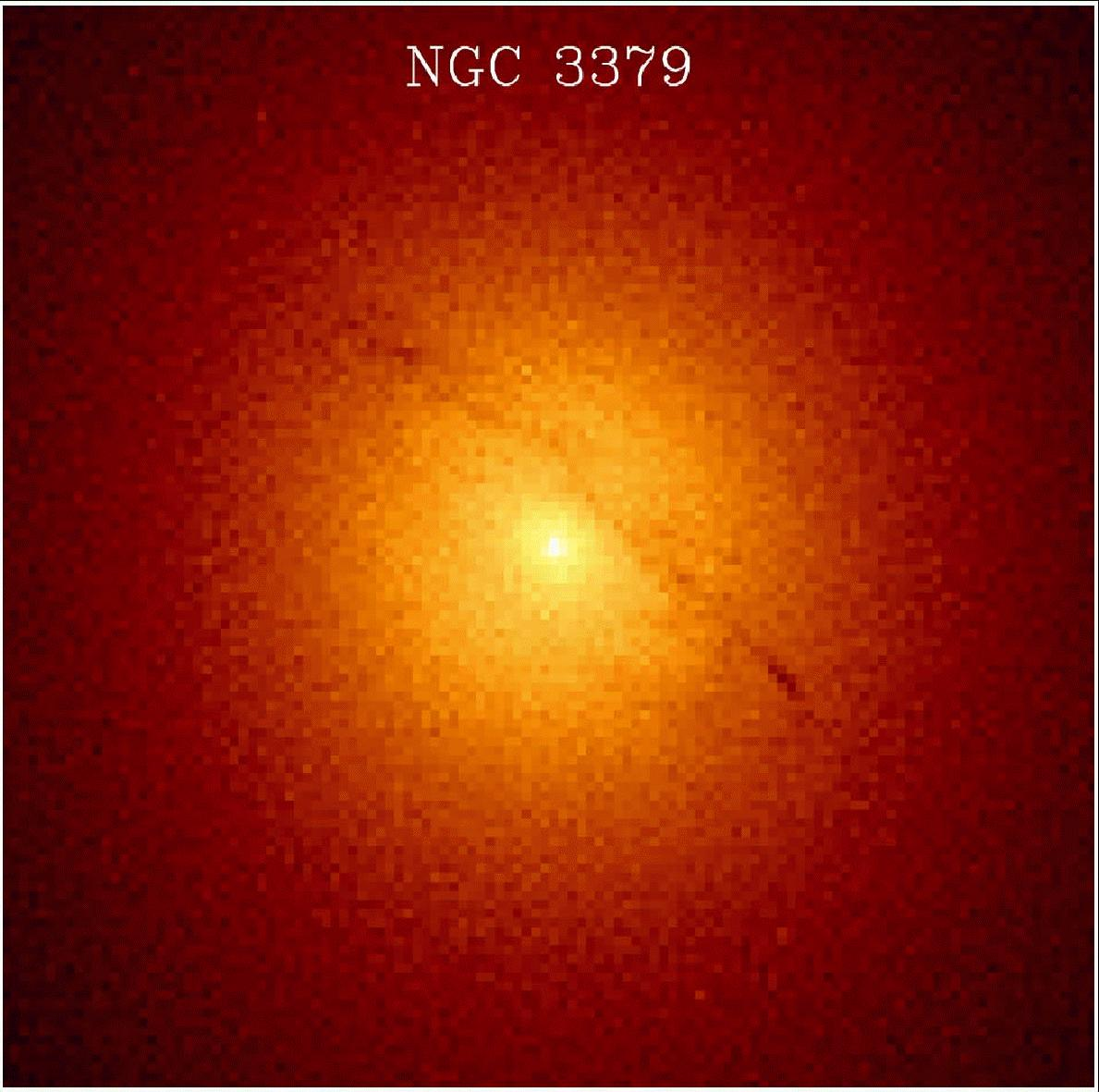
M105
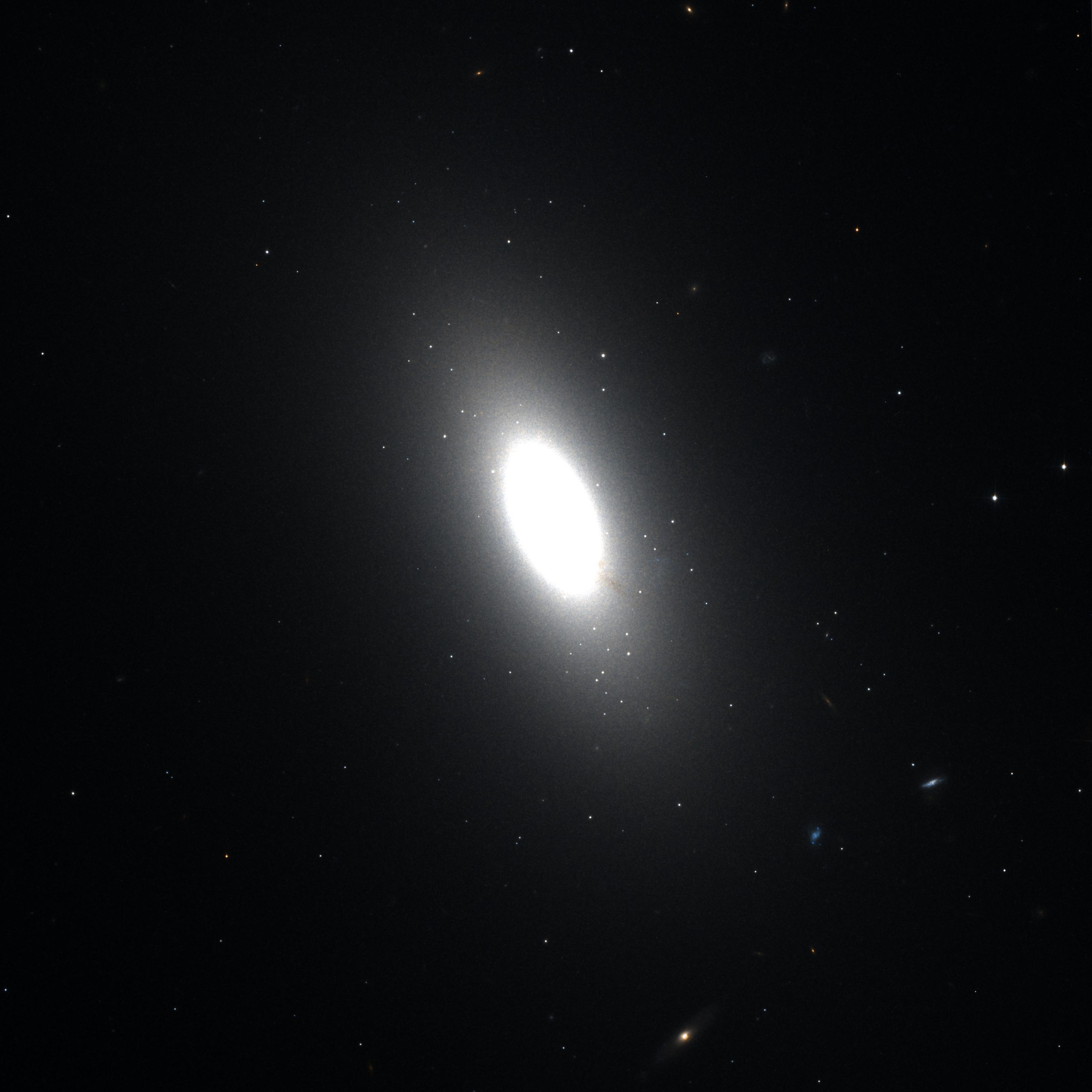
NGC 3377
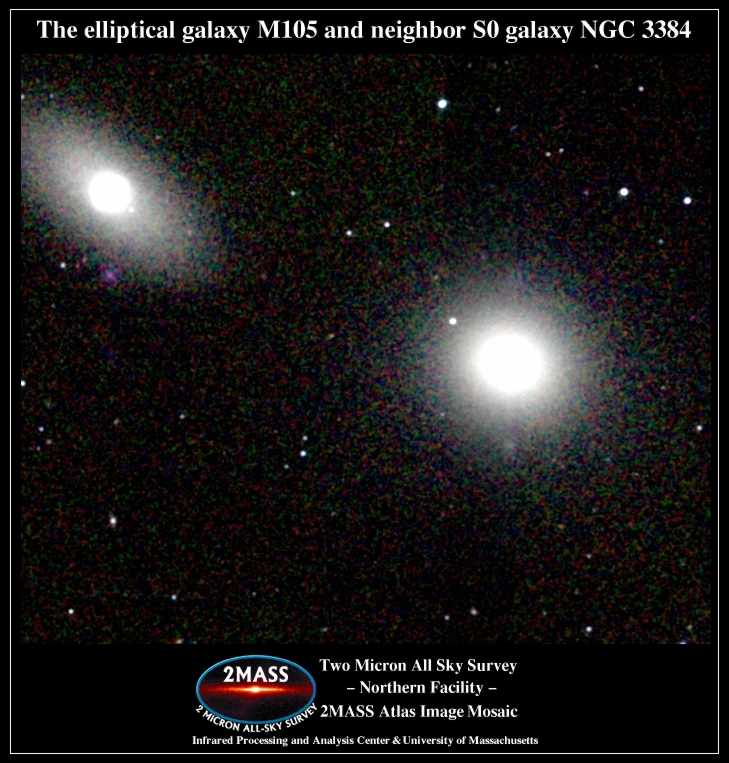
NGC 3384 a sinistra (a destra M105)
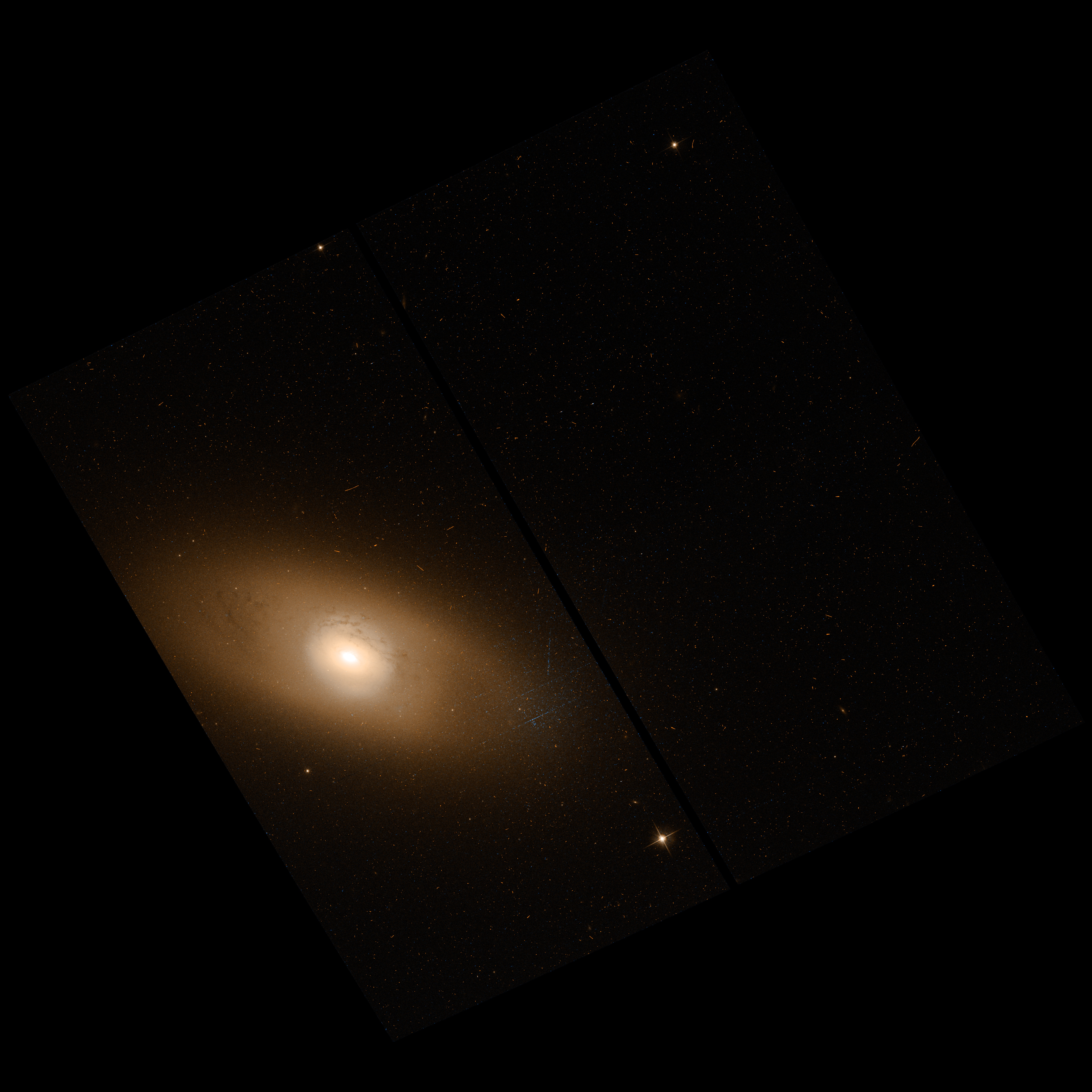
NGC 3489